# Club Deportivo Melistar Fútbol Sala
El Club Deportivo Melistar Fútbol Sala, más conocido como CD Melistar FS, es un club de fútbol sala español de la ciudad de Melilla, España. Actualmente juega en Segunda División.

## Historia
El club deportivo se fundó en el año 2011, con una sección de fútbol playa.
Tras algunas temporadas con esa única sección y tras la desaparición del equipo Melilla FS, se creó la sección de fútbol sala en la temporada 2015/2016, jugando esa temporada y la 2016/2017 en Tercera División.
En la 2017/2018 ya se jugó en Segunda División B, hasta el ascenso en la temporada 2022/2023 a Segunda División tras vencer al CD Lugo Sala en los play-offs.